# 重疊錐折螺
重疊錐折螺（学名：Inella gigas）为左錐螺科格粒螺屬下的一个种。